# Червоний Хрест Болгарії
Болгарський Червоний Хрест (болг. Български червен кръст), скорочено БЧК — гуманітарна, недержавна, неприбуткова, добровільна, громадська організація.  Є частиною Міжнародного руху Червоного Хреста і Червоного Півмісяця. Заснована у 1885 році під назвою Червоний Хрест Князівства Болгарії та Східної Румелії. Керівництво організації знаходиться за адресою бульвар Джеймса Баучера, 76 в місті Софія.

## Мета й цілі
Відповідно до ст. 3 БЧК, його місія полягає в тому, щоб «підтримувати державу в гуманітарній області, в рамках підготовки до дій під час війни, військових конфліктів і стихійних лих, збереження і зміцнення здоров'я населення, освіти в дусі прямоті, співчуття і милосердя, а також прийому, зберігання і поширення інформації, яка надається іноземними державами, організаціями та громадянами з гуманітарною допомогою, в тому числі екологічних, культурних та освітніх цілей».
Цілі БЧК, відповідно гуманітарного характеру організації, її важливості, взаємодії з людьми, установами та іншими організаціями в країні та за кордоном, в основному складаються з:
- підвищення культури здоров'я населення;
- скорочення та профілактика соціально значущих захворювань;
- навчання широких мас населення надавати першу медичну допомогу;
- підтримка, просування та перевірка безоплатного донорства крові;
- профілактика та допомога при нещасних випадках у горах та на воді;
- навчання та підвищення кваліфікації персоналу для своєї діяльності;
- поширення та роз'яснення принципів Червоного Хреста серед дітей, підлітків та молоді;
- допомога на дому та за кордоном для жертв збройних конфліктів і стихійних лих;
- підвищити здатності населення діяти в умовах стихійних лих;
- підготовка формувань для надання першої медичної допомоги разом із цивільним захистом та участю в реальних діях;
- сприяння досягненню цілей та завдань міжнародного руху Червоного Хреста та Болгарського Червоного Хреста для вивчення, поширення і дотримання норм міжнародного гуманітарного права;
- допомога іноземцям, які шукають або отримали притулок в Республіці Болгарії відповідно до Закону про отримання політичного притулку для біженців;
- пошук всередині країни та за її межами членів сім'ї, розлучених в результаті воєн, збройних конфліктів і стихійних лих (відповідно до положень Женевської конвенції від 12 серпня 1949 року та Додаткових протоколів до неї від 8 червня 1977 року та резолюції міжнародних конференцій Червоного Хреста і Червоного Півмісяця);
- створення свої інститутів та установ з благодійними цілями відповідно до чинного законодавства;
- проведення діяльності соціальної підтримки, організація збору і розподілу гуманітарної допомоги в країні і за кордоном.

Червоний Хрест є організацією з гуманістичною спрямованістю і її цілі носять довгостроковий, всеосяжний та стабільний характер. Вони базуються на широкому діапазоні актів національного законодавства та численних міжнародних договорів і конвенцій.

## Принципи
- Гуманність — Червоний Хрест, створений прагненням надавати допомогу без дискримінації пораненим на полях битв, прагне запобігти та полегшити страждання людей, незалежно від їх раси та національності. Його мета полягає в тому, щоб захистити життя і здоров'я людей та забезпечувати повагу до людської особистості. Він сприяє досягненню взаєморозуміння, дружби, співробітництва та міцного миру між усіма народами.
- Неупередженість — Він не робить ніякої дискримінації за ознакою національності, раси, віросповідання, соціального статусу або політичних переконань. Його мета полягає виключно у допомозі людям в залежності від ступеня їх страждань, віддаючи перевагу тим, хто в найбільшій біді і потребує найбільш швидкої допомоги.
- Нейтральність — Для того, щоб зберегти довіру всіх, Червоний Хрест утримується від участі у військових діях і ніколи не вступає в суперечки політичного, расового, релігійного і філософського характеру.
- Незалежність — Червоний Хрест є незалежним. Національні компанії та державні фахівці, беручи участь у гуманітарній діяльності і підкоряючись законам своєї країни, повинні завжди зберігати автономію, яка дозволяє їм завжди діяти відповідно до принципів Червоного Хреста.
- Добровільність — Червоний Хрест надає допомогу добровільно та безкорисливо.
- Єдність — У кожній країні може бути тільки одне товариство Червоного Хреста. Воно повинно бути доступним для усіх та поширювати свою гуманітарну діяльність на всю територію країни.
- Універсальність — Червоний Хрест є всесвітнім рухом, в якому всі товариства мають рівні права та взаємодоповнюючі обов'язки.

## Президенти
- Климент Трновський (1885—1887);
- Пантелей Минчович;
- Панайот Жечев;
- Георгі Сарафов;
- Іван Гешов (1899—1924);
- Стоян Данев (1924—1939);
- Васіл Моллов;
- Димитр Ораховац;
- Любен Рачев;
- Петр Коларов;
- Кирил Ігнатов (1967—1991);
- Стоян Саєв (1991—2001);
- Христо Григоров (2002 — дотепер).